# 高島宗一郎
高島 宗一郎（髙島 宗一郎、たかしま そういちろう、1974年〈昭和49年〉11月1日 - ）は、日本の政治家。福岡市長（4期目）。元アナウンサー。

## 来歴
大分県大分市生まれ。父は地元局・元大分放送アナウンサー（元社長室長）の高島晋一郎。母方の祖父は元豊後高田市長の倉田安雄。また親族に元日本テレビアナウンサーの小林完吾がいる。
大分県立大分舞鶴高等学校、獨協大学法学部卒業後、KBC九州朝日放送に入社。『アサデス。』メインキャスターや『ワールドプロレスリング』の実況などを務めた。同期には田崎日加理（退社）、宮本啓丞らがいる。
2009年4月、九州大学大学院法学府政治学専攻専修コース修士課程に入学。熊本県議（現・熊本市長）の大西一史とは研究室で隣の席であった。市長就任により2013年3月に退学。
2010年9月2日、任期満了に伴う福岡市長選挙に出馬するため、九州朝日放送を退社。自由民主党福岡市議団が高島の擁立に動いたため、選挙戦では、自民党、公明党からも、事実上の支援を受ける。
同年11月14日に執行された市長選挙で、現職の吉田宏（民主党・国民新党推薦、社民党支持）、元佐賀市長の木下敏之、植木とみ子ら、7人の候補を斥け初当選を果たした。次点の吉田に約65,000票の大差をつけ、福岡市長としては史上最年少の36歳で当選。現職の市長では7番目、現職の政令指定都市市長では3番目に若い。12月7日、市長就任。
2014年11月16日に執行された福岡市長選挙に、自民党、公明党の推薦を受けて立候補。開票開始前に当選確実がNHKにより報じられ、史上最多得票となる25万6064票を獲得して再選を果たした。市長選は高島を含め、元職の吉田宏ら6人が立候補した。1947年の公選制導入後初めて現職に前市長が挑む構図ともなったが、高島は7区全ての得票で他の候補を上回り、次点の吉田との票差は、前回（2010年）の6万5千票から13万9千票差に広がった。西日本新聞の800人に対して行われたアンケートによると高島は、自民支持層の75.1％、公明支持層の90.6％を押さえるとともに、民主支持層からも23.6％の支持を得て、無党派層の50.6％も高島に票を投じた。
2018年9月28日、東京に赴き、政治的に関係の深い、首相の安倍晋三と副総理兼財務相の麻生太郎に、3選を目指して立候補する意向を伝えた。10月2日、立候補の意向を正式表明。記者から政党推薦について問われた際に、「私を推薦したい党があれば推薦していただければいい。マスト案件ではない」と答えた。
10月5日、共産党市議団事務局長の神谷貴行が立候補する意向を表明。10月23日、立憲民主党、国民民主党、社民党系でつくる市議会会派の市民クラブは、独自候補の擁立を断念し自主投票とすることを公表した。10月15日、自民党は高島の支持を決めたと発表した。。
3選を目指して立候補した2018年市長選における得票数は、前回2014年の市長選挙で自身が記録した史上最多得票を29,371票上回り、28万5435票を獲得した。有効得票数中75.1％（前回56.8％）、絶対得票率（当日有権者数に占める得票割合）23％（前回21.7％）。投票率は過去最低の31.42％。西日本新聞が期日前投票や投票日の出口調査で546人から得た回答によると、自民支持層の90.6%、公明支持層の90.9%、国民民主の71.4%、無党派層の69.8%が高島に票を投じた。
2022年11月20日に執行された福岡市長選挙に、市議会の自民党、公明党、令和会、自民党新福岡の4会派の支援を受け、立候補した。
この市長選挙には、高島のほかに、立憲民主党、国民民主党、社民党、連合福岡が推薦し、日本共産党が支援する田中慎介、過去に複数回NHK党から国政選挙へ立候補した経験がある熊丸英治が、いずれも無所属で立候補したが、野党統一候補の田中との事実上の一騎打ちとなった。
過去3度の選挙よりも遅い10月11日に出馬表明したが、序盤から優位に選挙戦を進め、33万票を獲得、次点の田中に約23万票の大差をつけて、4選を果たした。得票率は75.7％、絶対得票率（有権者数に占める得票数の割合）は25.7％、投票率は34.3％。得票数、得票率、絶対得票率のいずれも、2010年、2014年、2018年と、選挙を重ねるたびに前回を上回っており、2022年の選挙でも2018年を上回る結果を残した。西日本新聞の出口調査によると、自民党支持層の89.9%、公明党支持層の90%、国民民主の90%、維新の62.5%、無党派層の75.2%と、幅広い層からの支持を得た。

## データ・マックス社への名誉毀損訴訟
福岡市で、企業情報誌「I・B企業特報」（週2回刊）の発行や、九州を中心とした企業・経済動向について独自調査によるニュースサイト「NETIB NEWS」の運営を行う株式会社データ・マックスが、高島の女性関係について事実無根の報道をしたとして、2014年9月、高島がデータ・マックスと同社の代表取締役社長の児玉直を告訴した。
この裁判は、福岡高裁でデータ・マックス社に110万円の支払いが命じられ、最高裁でデータ・マックス側の上告が棄却され、福岡高裁の判決が確定した。一連の裁判では、福岡地裁、高裁ともに「取材者が十分な裏付け調査をせず、独自に取材しないまま記事を編集した」などと指摘した。その上で「内容が真実であるとの証明はなく、真実と信じた相当の根拠もない」と結論付けた。高島は自身のブログで最高裁上告棄却で勝訴が確定したことを報告した際に「私の二期目の選挙への出馬報道がなされた直後から福岡市内のかなり広い範囲で、データマックス社からビラとネット配信で私に対する誹謗中傷の記事が流布されました。自称40万世帯のポスティングですから福岡市の半分以上の世帯です」と記している。

## 人物
- 初めての選挙で、多くの友人が「陰ながら応援している」と言ったまま選挙が終わるまで消えてしまった経験を経て、「友達」には都合のいい時だけ近づいてくる「ただの知人」と大変な時に助けてくれる「同志」がいることに気がついた。いざとなったら逃げて都合のいい側につくような者まで仲間に入れようと気を遣うと、本当の同志が愛想を尽かして去っていくから、「ただの知人」はできるだけ少ないほうがいいと語る[29]。
- 『ワールドプロレスリング』のリングアナの経験から数々のプロレスラーと縁があり、中でも橋本真也からは可愛がられていたという。2005年7月に橋本が40歳の若さで急逝した際の葬儀では、その縁からアナウンスを務めた。出棺時の最後の言葉では「破壊なくして創造なし！ありがとう！破壊王！ありがとう！橋本真也！183cm,135kg,破壊王・橋本ぉー真也ああぁー！！！」と涙を流して絶叫した。橋本の入場曲でもある『爆勝宣言』と共に最期を見送った。この時に使われた『爆勝宣言』のビッグマッチ用の前奏付き音源も、自ら声かけをして用意した[30]。
- 『笑っていいとも!』で、ゲストの三谷幸喜が高島とのエピソードを披露すると、タモリは高島の父と、福岡市立西高宮小学校・福岡市立高宮中学校で同級生であったエピソードを披露して、三谷と観客を驚かせた[31]。
- 2015年9月に開催された世界経済フォーラム（サマーダボス）に出席をして創業特区や持続可能なまちづくりについてアピールをした。 2017年1月、スイスのダボスで行われた世界経済フォーラム年次総会（ダボス会議）に参加。日本において地方の首長が招待されるのは初めて[32]。2018年1月、スイスのダボスで行われた世界経済フォーラム年次総会（ダボス会議）に参加。エストニアのユリ・ラタス首相と会談した[33]。2018年9月に開催される世界経済フォーラム（サマーダボス）に出席[34]。
- 起業を生む都市の特集を行った『Forbes JAPAN』2015年4月号の表紙になる[35]。
- 九州で道州制を導入することについて賛成の考えを示した[36]。
- 座右の銘は「成功の反対は失敗ではなく、挑戦しないこと」[37]。
- 2020年12月31日、米ニューヨークのタイムズスクエアでのカウントダウンにビデオメッセージを寄せ、新型コロナウイルスに対する人類の共闘を訴えた[38]。
- プロレスラーのアントニオ猪木と公私にわたって親交があり、2022年10月の猪木逝去に際しては、週刊文春の猪木追悼企画では、「アントニオ猪木のプロレスはカウント2.9からが勝負。誰もがもうダメだと思っても、決して諦めない挑戦心こそが未来の想定を超えていく力になる。」と語った[39]。
- 趣味はドラム演奏及び音楽鑑賞[40]。学生時代からメタルバンドを組んでいて、メガデスや氷室京介のファン。市長就任後もプライベートで訪れた相川七瀬や聖飢魔IIのライブでサプライズでステージに上がりドラムを披露したこともある[41]。

## 役職
- 日本地下鉄協会会長[42]
- スタートアップ都市推進協議会会長[43]
- 政令指定都市自然エネルギー協議会副会長[44]
- 九州市長会防災部会長[45]
- 世界経済フォーラム「都市開発とサービスの未来形成部会」諮問委員
- 世界経済フォーラム「Global Shapers Fukuoka Hub」Founding Curator
- 福岡地域戦略推進協議会副会長[46]
- 行政改革推進会議 構成員[47]
- デジタル庁デジタル臨時行政調査会 構成員[48]
- 対日直接投資推進会議アドバイザー[49]
- 令和臨調「市区町村長連合（Mayors連合）」代表 [50]

## 市政

### 福岡市に関する調査・統計
- 2020年8月、2019年度の市税収入が前年度比3.6%増の3444億5400万円となり、7年連続で過去最高を更新した。[51]。
- 2021年度の市政に関する意識調査で、「住みやすさ」の満足度が96.5％となり、9年連続で95％超となった。「福岡市に住み続けたい」との回答も過去最高の93.0％になった。[52]
- 福岡市が行う福岡市政に対する信頼度調査で、福岡市政への信頼度は2021年には87.3%で過去最高になった。[53]

### スタートアップ・ICT
- シアトルでの経験に刺激され、福岡市をスタートアップ都市にすることを発案[54]。
- 2012年9月、孫泰蔵（MOVIDA JAPAN CEO）、小笠原治（nomad代表）、トニーヒューズ（英国政府Tech City担当）らと『スタートアップ都市福岡宣言』を行う[55]。
- テクノロジーとクリエイティブを福岡市に集め、次世代のスターを発見する有志のイベント『明星和楽』に、橋本正徳（株式会社ヌーラボ 代表取締役）らと共に、2012年の初回から出演し、プレゼンテーションを行っている[55]。
- 2013年3月、イギリス政府とデジタルコンテンツを中心としたクリエイティブ関連産業の海外展開について、相互に協力するための覚書（MOU）を2013年3月25日に締結[56]。
- 2014年3月、 国家戦略特区の第1弾として、福岡市がスタートアップ特区（グローバル創業・雇用創出特区）を獲得。[57]。
- 2015年1月、政府の『クールジャパン戦略推進会議』（第3期）の委員に就任[58]。政令指定都市の『クールジャパン・MICEプロジェクトチーム』を立ち上げ、地方コンテンツの海外展開を支援[59]。
- 2015年4月、 NTTとの包括連携協定を締結[60]。
- クリエイティブ産業を支援する産学官の組織『クリエイティブ・ラボ・フクオカ』を創設[61]。毎年9月に行われる『アジアンパーティ』では、エンタメとテクノロジーを融合させたイベントなどを開催[62]。
- 2015年、東京・お台場で開催された『SLUSH ASIA』では、唯一の政治家として登壇し、ベンチャーと政治の連携を訴えた[63]。
- 2016年に「下水汚泥消化ガスからの水素ステーション開発」の事例によって、国の第14回産学官連携功労者表彰国土交通大臣賞を受賞した[64]。
- 2016年1月、 Yahoo! JAPANとの包括連携協定を締結[65]。
- 2016年11月、エストニアのエンタープライズ エストニア、スタートアップ エストニア、タリン サイエンスパーク テクノポールとスタートアップ連携の覚書を締結[66][67]。
- 2016年12月、フィンランド・ヘルシンキ市と覚書を締結。この覚書に基づき、スタートアップカフェで「ヘルシンキ市」及び「エストニア」での起業相談や企業紹介を開始するとともに、現地での施設利用や相談受付を開始[66][67]。
- 2017年2月、台湾・台北市とスタートアップに関する覚書を締結[68]。
- 2017年2月、 さくらインターネット、アカツキ、ピクシブ、メルカリの4社の福岡拠点誘致[69][70]。
- 2017年5月、福岡市・FDC・フランスボルドー都市圏（Bordeaux Metropole）・Bordeaux Technowest[71]の4者は、福岡市内で記者会見を開き、スタートアップの支援に関する覚書（MOU）を締結。これによって「Fukuoka Global Startup Center」を通じて、ボルドー現地の情報収集や支援機関への相談、会社設立、現地とのオンラインセミナーや相談会に参加できるようになる。また、ボルドー市の外郭団体（スタートアップ支援NPO）である Bordeaux Technowest が管理している、最大長さ50km、高さ3,000フィートにおよぶ大規模なドローン試験飛行区域を4か所管理しており、福岡市が推薦したスタートアップは、当該区域での試験飛行ができるようになった[72]。
- 2017年4月、スタートアップカフェ、雇用労働相談センター福岡地域戦略推進協議会（FDC）、市内3か所の直営インキュベート施設などを、旧福岡市立大名小学校跡の校舎に集約し、100社以上のスタートアップが入居する予定とした、日本最大のスタートアップ支援施設『Fukuoka Growth Next』を2017年4月にオープンした[73]。
- 2017年9月28日、シンガポール政府のスタートアップ支援機関『ACE』とスタートアップの相互支援に関する覚書を締結。これにより、福岡市のスタートアップはシンガポールACEが運営するインキュベーション施設への入居に便宜が図られるほか、ACEが提供する現地の金融機関、業界団体、大学等の紹介、ビジネスマッチングなどのサービスが受けられるようになった[74]。
- 2018年5月、ロシア・サンクトペテルブルク市とスタートアップに関するMOUを締結。相互の起業情報、起業支援施設への優先入居ができるようになった[75]。
- 2018年6月、福岡市とタイ国家イノベーション庁とでスタートアップに関するMOUを締結。現地の支援機関紹介、オンラインでの相談が受けられるようになった[76]。
- 2018年8月、LINEグループと包括連携協定を締結[77]。
- 2018年8月、福岡市の公式LINEアカウント（LINE ID：＠fukuokacity）が友達登録100万人突破（2021年1月現在で175万人）[78]。
- 2018年9月、福岡市と台湾経済研究院、および福岡市とバルセロナアクティバとでMOUを締結。また、PR TIMESとも協定を締結[79]。
- 2019年8月　エンジニアの交流拠点「エンジニアカフェ」が、国の重要文化財に指定される福岡市赤煉瓦文化館にオープン[80] 。
- 2019年9月、約3800の書類でハンコレスを実現[81]。
- 2019年11月、イスラエル政府系機関であるスタートアップに関するMoUを締結[82]。
- 2020年1月、全国初の取組みとして区役所で行う引越し手続きにかかる住民異動届、小中学校の転入学、児童手当等のオンライン予約サービスを開始した[83]。
- 2020年7月　内閣府による「Beyond Limits. Unlock Our Potential.世界に伍するスタートアップ・エコシステム拠点形成戦略」において、福岡市が「グローバル拠点都市」に選定される[84]。
- 2020年8月、全国初の取り組みとして福岡市公式LINEアカウントで市立小学校の給食情報を配信することを発表。同月20日より配信を開始した[85]。
- 福岡市の開業率は4年連続（2018 - 2021年）で政令市中1位となる[86]。
- 2021年、デジタルトランスフォーメーション（DX）を推進する部署を立ち上げ、インターネット掲示板「2ちゃんねる」を創設したひろゆきら4名を「DXデザイナー」として委嘱した[87]。

### MICE大規模イベントなど
- 2012年2月、 フィギュアスケート国際大会「グランプリファイナル」2013年開催を誘致[88]。
- 2013年3月、ハーフマラソンの「シティマラソン福岡」に幕を降ろし、新たに市民フルマラソン大会「福岡マラソン」を創設[89]。
- 2016年2月、世界水泳選手権2021年（2023年に延期）開催を誘致。2001年に続き2度目の開催[90]。
- 2016年11月、アジア初、世界最高峰のヨットレース、アメリカズカップの前哨戦、ワールドシリーズ第9戦（2016年11月18日 - 11月20日）を誘致[91]。
- 2017年7月、アジア太平洋都市サミット共同開催（2018年）及び国連人間居住計画（ハビタット）福岡本部と覚書（MOU）を締結[92][93]。
- 2018年8月、アジア太平洋都市都市サミットを国連ハビタットと共同開催（2018年）[94]
- 2019年2月　世界最大規模の対戦格闘ゲームトーナメントのEVO Japan 2019が福岡国際センターで開催。[95]
- 2019年４月、世界フィギュアスケート国別対抗戦を開催した。[96]
- 2019年６月、G20財務相・中央銀行総裁会議を開催した。[97]

- 2019年９～10月、ラグビーワールドカップ2019の開催都市となった。[98]
- 2021年、東京オリンピック2020の事前キャンプ地として、スウェーデン、ノルウェー、フィンランドを受け入れた。[99]
- 2022年７月、アジア太平洋都市サミットを国連ハビタットと共同開催[100]

### 防災・減災
- 平成28年(2016年)熊本地震発生時には、旧大名小学校に市民からの応援物資を集め、仕分けまで行なった上で、消防ヘリやNPO・ボランティアと協力して、熊本・大分の被災者にダイレクトに届ける「自己完結型支援」を実践[101]。福岡市に集められた約36500箱の支援物資は、民間と連携して7月25日には全て届け終わっている[102]。熊本市長の大西一史とは、九州大学大学院法学府時代に隣の席であったこともあり、熊本市への支援は直接携帯電話でやり取りしながら行うことができた。また、支援にあたっては数々の大胆な措置を行った[103]。
- 2016年10月、九州市長会は総会を開き、防災部会を新設。部会長には高島が選任された。高島は「1週間以内の大事な時期に、消防機能や要援護者情報を持つ基礎自治体が連携することが重要だ。九州を防災先進地域に変えていく」と述べた[104]。
- 2016年11月、地下鉄七隈線延伸工事に伴い、はかた駅前通り（博多駅前2丁目交差点付近）で大きな道路陥没事故が発生。事故が早朝に発生したこともあり、奇跡的に人的被害はなかった。復旧には、流動化処理土の使用と2段階復旧を選択することで約1週間で復旧させ、CNNやBBCなども大きく報道。NHKは復旧の様子を24時間ネットライブ映像で中継した。インターネットではこの復旧の際の映像が映画『シン・ゴジラ』のヤシオリ作戦に酷似していると話題になった[105]。
- 2017年4月、日本財団、福岡市、福岡市社会福祉協議会で、防災・減災に関する連携協定を締結。内容は、災害に備えた人材育成やボランティアセンター運営マニュアルの見直しへの協力に加え、災害発生時の日本財団からの人材派遣など[106]。
- 2017年6月、福岡市と福岡地域戦略推進協議会等と、企業の防災に関する取り組みを支援する新たな組織『防災共創プラットフォーム』を立ち上げ[107]。
- 2017年7月、災害の被災地などにボランティアを運ぶ「ボランティアバスツアー」は、NPO法人などがバスをレンタルし、参加者から実費程度を徴収して運行するが、旅行業法の登録を受けていない場合に、同法違反に当たる可能性があるため、九州北部豪雨や熊本地震のボランティアバスについて石井国交大臣や松本防災担当大臣等へ規制緩和の要望を行った。これを受けて観光庁は7月28日、「ボランティアバスツアー」について旅行業法の規制対象外とする特例を設けると各都道府県に通知した[108][109]。
- 雨水排水施設の整備を進め、2018年度末までに過去の浸水被害が甚大であった地区での整備を完了した。[110]
- 2020年7月豪雨において熊本県を中心に支援物資の提供など様々な支援を行った。その際は積極的にSNS等での情報発信を行った。  ※ 参考:平成28年(2016年)熊本地震のときも支援物資の提供などを行っている。
- 2022年９月、台風15号により被災した静岡市を支援するため、職員および給水車を派遣した。[111]

### 規制緩和・対外関係
- 2014年5月、日本・ミャンマー外交樹立60周年事業として、ミャンマー最大の都市、ヤンゴン市と主に水道分野の整備に協力する「まちづくり協力・支援に関する覚書」を締結した[112]。
- 2015年2月、福岡市都心部の大規模再開発「天神ビッグバン」を主導。国家戦略特区の規制緩和などを使い、10年間で30棟のビルの建て替えを誘導している[113]。2015年7月15日には「天神ビッグバンの東のゲート」として水上公園がリニューアルオープンした[114]。
- 2017年7月、天神ビッグバンを進めるため、国家戦略特区を活用した航空法の規制緩和を国に提案[115]。同年9月、天神・明治通り地区、博多港ウォーターフロント地区における航空法による建築物の高さ制限の緩和が国土交通省に認められた。天神・明治通り地区は最大115メートル（旧大名小学校跡は現行76メートル）、博多港ウォーターフロント地区は100メートルのビル建設が可能となる規制緩和となった[116]。
- 2020年8月新型コロナウイルスの感染拡大の中、「感染症対応シティ」という新たな街づくりのコンセプトを打ち出した。[117]

### その他
- 2018年4月2日、LGBTなど性的少数者のカップルが、婚姻に相当する関係にあると認める「パートナーシップ宣誓制度」を導入した[118]。
- 2019年4月、先天性難聴の早期発見のために難聴検査を無料化[119]。
- 2019年4月、保育士の奨学金返済を補助。補助期間は返済期間の半分、大卒者は月1万5千円、短大・専門学校卒者は月1万円をそれぞれ上限額として、一人当たり約180万円を補助する[120]。
- 2019年度に初めて犬と猫の実質的殺処分ゼロを達成。2013年に犬猫殺処分ゼロの誓いを宣誓後、ミルクボランティア事業、「ずっといっしょ」がキャッチフレーズの犬猫パートナーシップ店制度、譲渡サポート店制度などの施策を重ね、譲渡や適正飼育の啓発などで動物にもやさしいまちを目指す。[121]
- 2020年4月　コロナで休業要請を受けた事業者に対して、家賃の8割を補助する支援策を全国に先駆けて行った。[122]
- 就任当初から子育て施策に力を入れており、12年間で約17,000人分の保育所を整備、小中学校のすべての教室にエアコンを整備している。2021年７月、こども医療費助成を中学生まで拡大するとともに、３歳から中学生までの通院にかかる医療機関での自己負担上限をひと月500円にした。[123]

## アナウンサー時代の出演番組
- アサデス。
2006年12月よりKBCテレビのデジタル放送開始に伴い「アサデス。KBC」「アサデス。九州・山口」のメインキャスターに就任。
- サワダデス。
「アサデス。九州・山口」に続けて出演。
- ワールドプロレスリング（テレビ朝日系列全国ネット）
- 水と緑の物語
2007年よりメインキャスター。
- カプセルマガジン 火曜日担当（KBCラジオ)
- ゴリソン 金曜日担当（KBCラジオ)
- 気ままにLB 初代キャスター
- オハコンTV ZOOo- 「むね一郎の体張ってます」コーナーソングは、番組内でのゲームで負けた平井堅が作詞・作曲。

## 著書
- 『福岡市を経営する』（ダイアモンド社、2018年12月）ISBN 978-4478103470[124]。
- 『福岡市長高島宗一郎の日本を最速で変える方法』ISBN 978-4296109388（日経BP、2021年5月27日）[125]
- 『アヒルちゃんの夢』（エッセンシャル出版社、2022年12月12日）ISBN 978-4909972224[126]